# تور فرانس

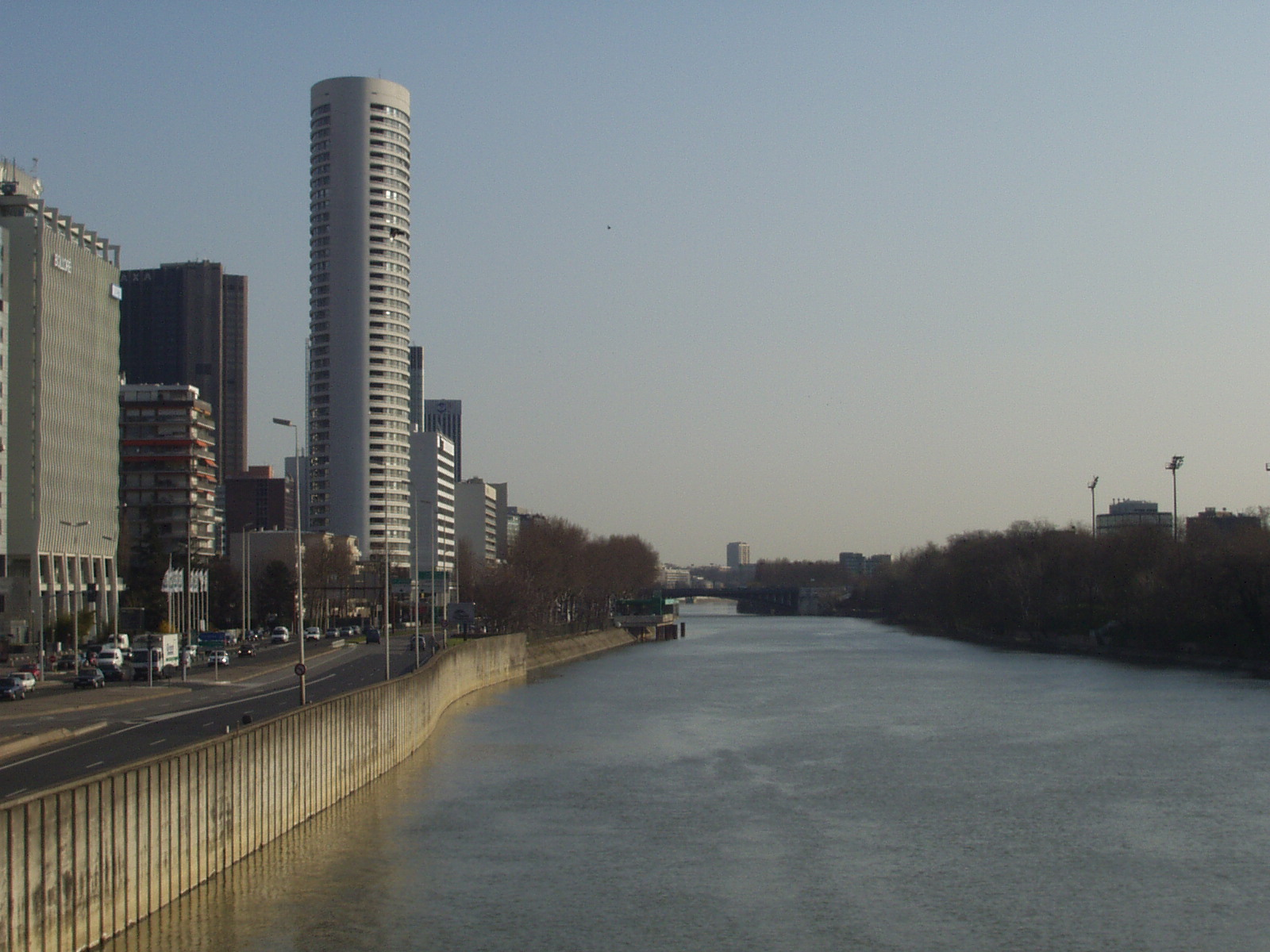

تور فرانس یا تور فرانسه (به فرانسوی: Tour France) نام یک آسمان خراش در شهر پوتو واقع در حومهٔ غرب پاریس است. این برج مسکونی در سال ۱۹۷۳ ساخته شد و دومین برج بلند مسکونی فرانسه است. ارتفاع این برج ۴۰ طبقه ۱۲۶ متر است. آرشیتکت (معمار) طراح این برج،  ژان دو میی (Jean de mailly) نام دارد.
ژیلبرت بکو خواننده سرشناس فرانسوی درمراحل پایانی ساخت برج با جرثقیل پیانوی خود را به طبقه چهلم این برج برد و خودش نیز درکنار پیانو بالا رفت و پس از جاگذاری پیانو در آپارتمان طبقه چهلم، سقف برج ساخته شد. 
این برج در کنار رود سن بنا شده و اشراف خوبی هم به این رودخانه زیبا و هم به برج ایفل دارد. علاوه بر آن کلیسای sacré Coeur، طاق نصرت (Arc de Triumph) و برج مونت پارناس (Montparnasse) از دیگربناهای شهر پاریس هستند که از پنجره آپارتمان های این برج قابل رویت هستند. 
اگر با هلیکوپتر از بالا به مجموعه ساختمان های Le France نگاه کنیم طرحی مانند کشتی را میبینیم که این برج نقش دکل آن را بازی میکند.